# Skradin
Skradin (latin och italienska: Scardona, tyska: Sgraden) är en stad i Kroatien. Staden har 3 825 invånare (2011) och ligger i Šibenik-Knins län i landskapet Dalmatien. Skradin ligger vid floden Krka, 17 km från Šibenik och 100 km från Split, nära nationalparken Krka.  

## Demografi
I folkräkningen 2011 uppgav 3 031 personer eller 79,24 % av invånarna att de var kroater. Den största etniska minoriteten var serberna som uppgick till 679 personer eller 17,75 % av stadens totala befolkning.

## Historia
Skradin var ursprungligen en illyrisk bosättning. Efter att bosättningen intagits av romarna, utvecklades den till ett administrativt och militärt centrum under namnet Scardona och blev under 300-talet biskopssäte. Under folkvandringstiden raserades staden, men byggdes upp igen av kroater under 800-talet. Skradin kontrollerades länge av det medeltida kroatiska kungariket och var säte för den kroatiska adelsfamiljen Šubić. Åren 1522–1684 styrdes staden av osmanerna och 1684–1794 av Republiken Venedig. Därefter kom staden under österrikisk överhöghet. Sedan Napoleons styrkor intagit Skradin, kom staden att under 1809–1815 tillhöra de av fransmännen upprättade Illyriska provinserna. Fransmännen byggde en ny lokal huvudväg som inte längre gick via Skradin, vilket ledde till att staden förlorade i betydelse till förmån för närliggande Šibenik. Sedan Österrike besegrat Frankrike i krig, tillföll staden åter Österrike, som behöll kontrollen fram till första världskrigets slut år 1918. 

## Arkitektur
Vid staden huvudtorg ligger kyrkan Mala Gospa (Lilla Jungfrun) som uppfördes under 1700-talet.